# John W. Wilcox, Jr.

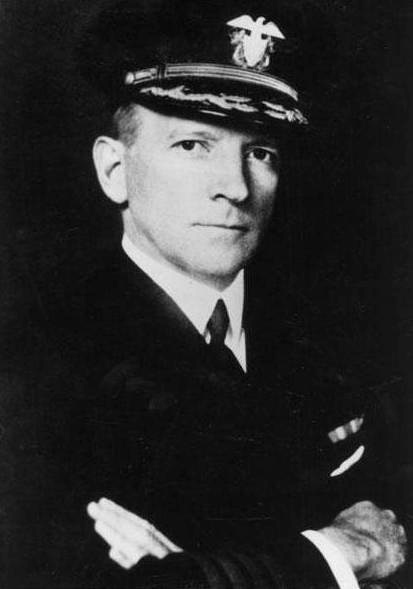
John W. Wilcox, Jr.

John Walter Wilcox, Jr. (* 22. März 1882 in Milledgeville (Georgia); † 27. März 1942 vor Neufundland) war ein Admiral der United States Navy.

## Biografie
Wilcox schloss 1905 die United States Naval Academy ab, sein erstes Kommando war 1917 das Patrouillenboot Yacona, eine ehemalige Yacht. Von 1931 bis 1934 war er Sportdirektor der Naval Academy, zwischen September 1940 und Dezember 1941 Präsident des Board of Inspection and Survey der US-Marine. Anschließend wurde er zum Befehlshaber der Schlachtschiffe der US-Atlantikflotte beförderte und machte das Schlachtschiff Washington zu seinem Flaggschiff. Am 25. März 1942 verließ die Task Force 39 um die Washington die Casco Bay in Maine und lief in den Nordatlantik. Zwei Tage später wurde Konteradmiral Wilcox bei 42° 24′ N, 61° 34′ W bei Windstärke sechs bis sieben von Bord der Washington gespült. Er hatte sich ohne Begleitung auf Deck aufgehalten. Trotz intensiver Suche konnte er nicht gerettet werden, auch die Suche nach seiner Leiche musste eingestellt werden. Das Kommando über den Verband übernahm Konteradmiral Robert C. Giffen an Bord des Kreuzers Wichita.